# باغ‌های المناره
باغ‌های المناره (عربی: حدائق المنارة) در عصر یکتاپرستان ساخته و درست شده‌است. این مکان عبارت بوده‌است از یک سربازخانه (پادگان) برای تمرینات شنای سربازان در ابتدای قرن دوازدهم که مزین به درختان زیتون بوده‌است.

## موقعیت و ویژگی‌ها

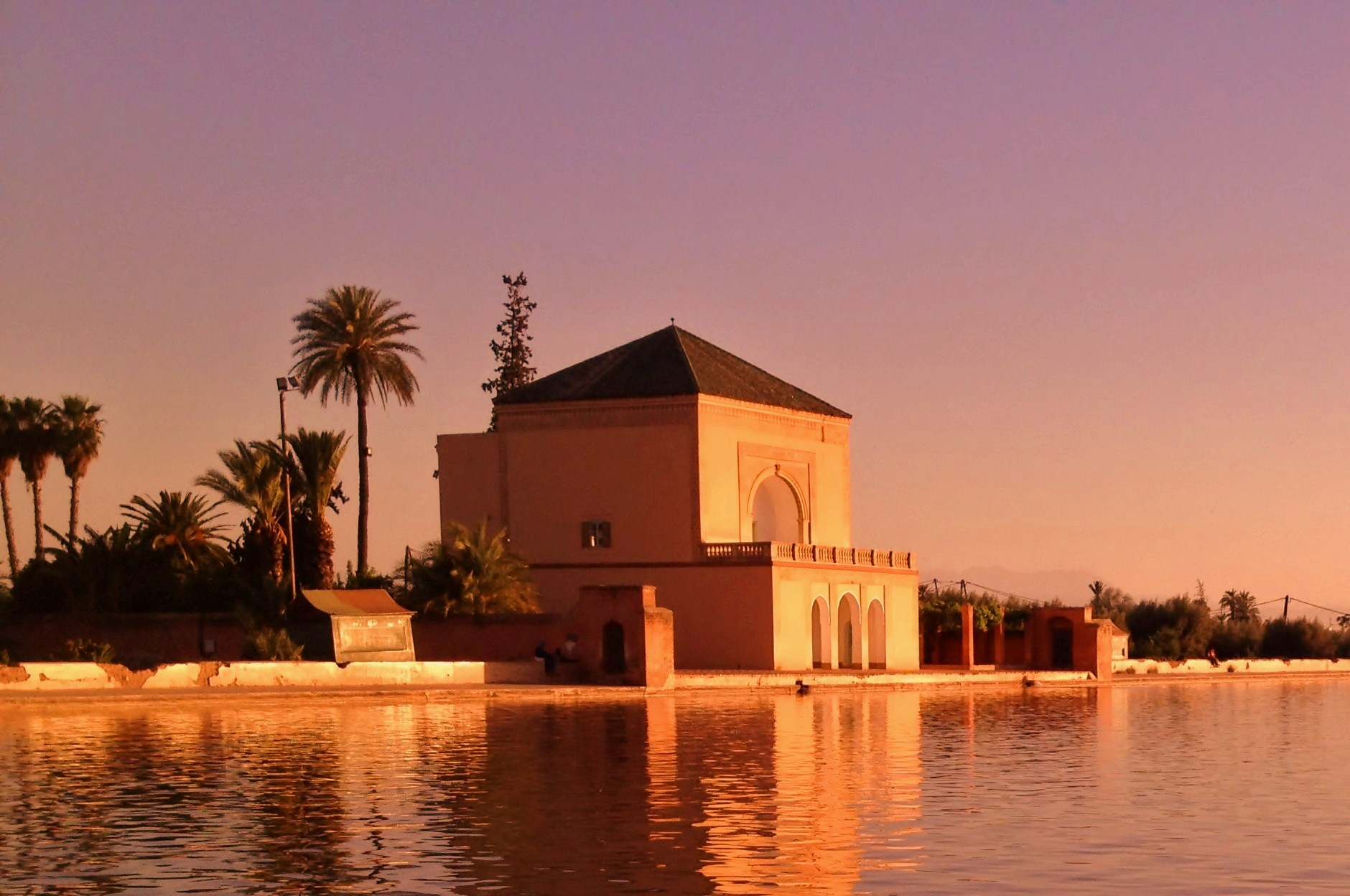
المناره در غروب خورشید، آوریل ۲۰۱۳

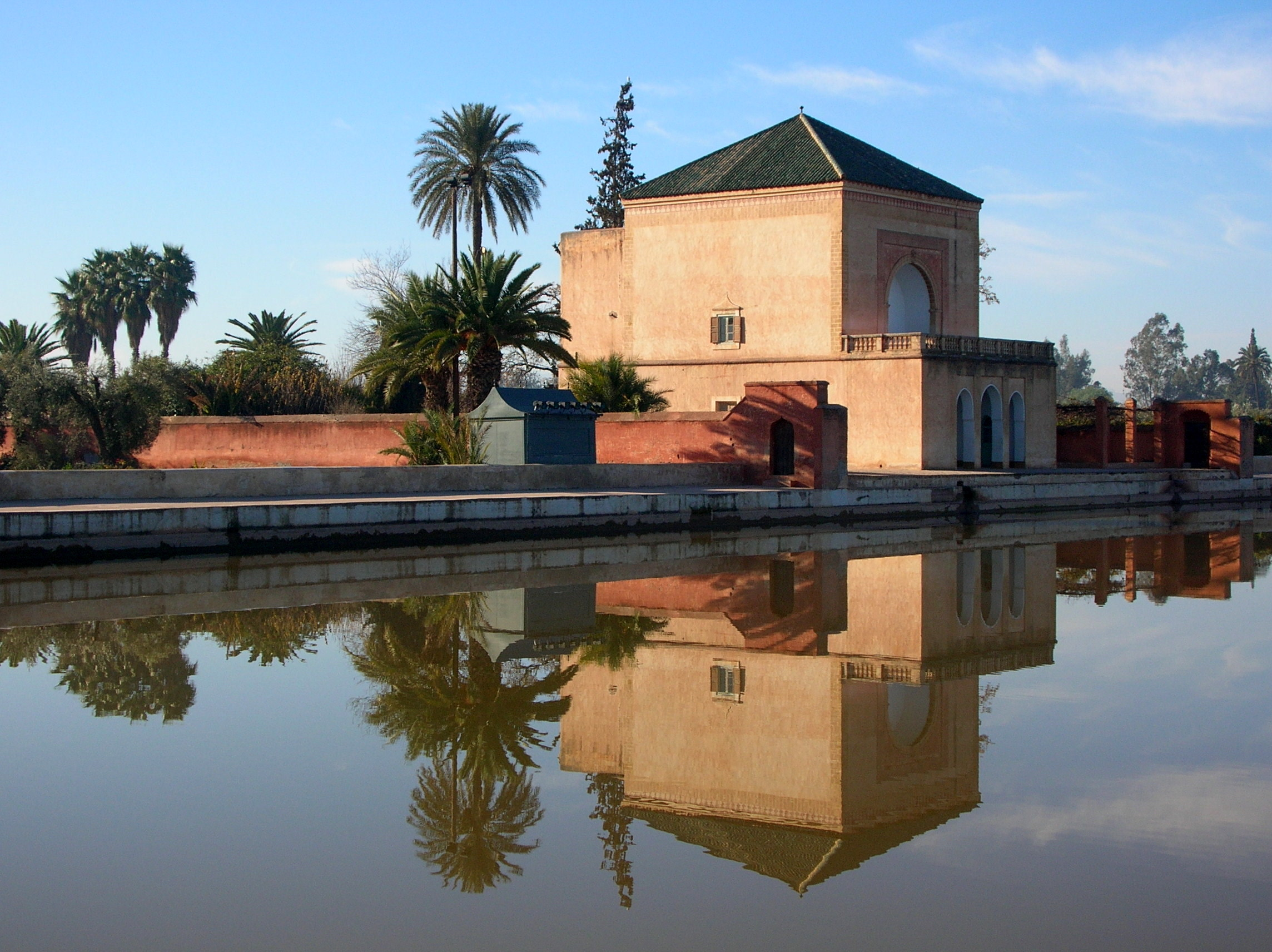
باغ‌های المناره

باغ‌های المناره حدوداً ۳ کیلومتر بیرون از دیوارهای دفاعی شهر مراکش واقع شده‌است، در هنگام تعطیلات در پایان هفته بسیاری از مراکشی‌ها برای گذراندن تعطیلات به این باغها می‌روند. در وسط این باغها یک برکه یا مخزن بزرگ آب المناره قرار دارد که همیشه پر از آب می‌باشد، عمق این مخزن یا برکه دو متر است و محیط آن برابر با ۵۱۰ متر است، آب این برکه یا مخزن از کوه‌های اطلس تأمین می‌گردد و توسط قنات به این برکه ریخته می‌شود.